# Росс, Дон
Дональд Джеймс Росс (англ. Donald James Ross; род. 19 ноября 1960, Монреаль, Квебек, известен как Дон Росс) — канадский фингерстайл гитарист, отличительной особенностью которого является эмоциональная и интенсивная манера исполнения, использует расширенную, трудную для освоения, технику игры.
Музыка Дона Росса вобрала в себя лучшее из таких стилей как джаз,блюз,фолк и классической музыки, своеобразный стиль игры, уникальный для современной музыки, Росс называет «heavy wood». Росс единственный музыкант дважды выигравший U.S. National Fingerstyle Guitar Championship (1988 и 1996 год). Его альбом Huron Street вошел в десятку лучших, по версии Billboard.

## Биография
Росс изучал музыку на музыкальном факультете в York University в Торонто с David Mott, James Tenney и Phil Werren. После получения степени бакалавра в 1983 году, изучал философию, в колледже святого Гиацинта и семинарии в Грэндби, Массачусетс и после этого стал послушником Францисканских монахов. Он решил посвятить свою жизнь музыке.
В 1986 году Росс спродюсировал и выпустил свой первый альбом,Kehewin,на кассете, и стал полноценным музыкантом. Он выступал совместно со своей женой, певицейKelly McGowan, в 1986 и 1987, и потом в трио Harbord Trio с женой и виолончелистом Oliver Schroer. Одновременно он был участником нью-эйдж джаз квартета Eye Music.Сочинял музыку для театральных постановок в Торонто, таких как The Ecstasy of Rita Joe (York University, 1989), Dreaming Beauty (Inner Stage Theatre, 1990) и Big Buck City (Cahoots Theatre, 1991). Он так же сочинил музыку для CBC радио-сериала Dead Dog Café. В 1987 году некоторые из его композиций играл Симфонический Оркестр Торонто.
Его победа, после двух неудачных попыток на американском фестивале Walnut Valley Festival в 1988 году дала возможность заключить контракт с Duke Street Records, Торонто, где он записал свой второй альбом Bearing Straight в 1989 году и Don Ross в 1990 году. После этого он выпустил несколько инструментальных альбомов. Он выпустил три видео лекции, несколько сборников нот своих произведений и книгу с его произведениями, сотрудничал с журналом Canadian Musician. На фолк фестивале организованным советом Онтарио, он получил приз со своей женой Келли, и в 1996 году он получил второй раз первый приз на Walnut Valley Festival. С 1997 года руководит гитарной студией Don Ross Cannington Guitar Weekend
В 2001 году, его жена Келли умерла и Росс остался с детьми. В 2005 году он женился на Brooke Miller, поэте и певице из Prince Edward Island.
Дон Росс был первым, кто записал свой альбом на студии Candyrat Records в 2005 году. Так же на студии записываются Энди Макки, Nicholas Barron, Antoine Dufour, The Reign of Kindo, и его жена Brooke Miller.
Росс совершил три тура с гитарной группой Men of Steel, с которой позже сотрудничал, в 2006 году. Группа состояла из музыкантов разных национальностей. bluegrass маэстро Dan Crary, акустическая гитара Beppe Gambetta, и Celtic folk гитарист Tony McManus.
Росс исполняет большую часть своих соло на концерте, однако часто привлекает для этого других музыкантов, таких как Энди Макки, Brooke Miller, Jordan O’Connor.
В 2010—2011 года Росс преподавал историю гитарной музыки и техники игры, одновременно активно гастролируя с концертами. Он не продлевал контракт в последующие годы т.к целиком посвятил себя гастролям по миру. В 2012 году, Росс вернулся в свой родной город Монреаль.

## Влияние и техника
Росс называет Bruce Cockburn, John Renbourn, Pierre Bensusan, Keith Jarrett, Egberto Gismonti и Pat Metheny своими главными источниками вдохновения. Одна из его песен «Michael, Michael, Michael» была посвящена Michael Hedges. Продвинутая техника и конечно его чувство ритма в сочетании с необычными идеями делают его стиль игры мгновенно узнаваемым. Он часто использует ударную технику, используя большой палец для исполнения ритма. Он использует акриловые ногти, дающие резкое и необычное звучание.
Дон Росс играет на гитаре ручной работы мастера-инструменталиста Джорджа Лоудена. Today he plays custom-made guitars by Marc Beneteau, a Canadian luthier from St. Thomas, Ontario. Время от времени играет на баритон-гитаре работы Марка Бенетью, или семиструнной гитаре Оскара Графа.

## Дискография

### Альбомы

#### Сольные и совместные
- 1989: Bearing Straight, Duke Street Records
- 1990: Don Ross, Duke Street Records
- 1992: Three Hands, Duke Street Records
- 1995: This Dragon Won’t Sleep, Sony Canada
- 1996: Wintertide, Sony Canada
- 1997: Loaded, Leather, Moonroof, Sony Canada
- 1999: Passion Session, Narada Masters of Acoustic Guitar
- 2001: Huron Street, Narada Productions
- 2003: Robot Monster, Narada Productions
- 2005: Music for Vacuuming, CandyRat
- 2006: Live in Your Head, Goby Fish
- 2008: The Thing That Came From Somewhere, CandyRat, (Don Ross & Andy Mckee)
- 2009: Any Colour, Goby Fish
- 2010: Breakfast For Dogs, CandyRat
- 2012: Upright and Locked Position, CandyRat

#### Группы
- 1990: Harbord Trio (Don Ross/Kelly McGowan/Oliver Schroer), Circle of Stone, Familiar Music
- 2003: Men of Steel (Don Ross/Beppe Gambetta/Dan Crary/Tony McManus), Live: The Art of the Steel-String Guitar, Thunderation Music
- 2006: Men of Steel (Don Ross/Beppe Gambetta/Dan Crary/Tony McManus), Four Way Mirror, Goby Fish

### DVD альбомы
- 2004: Don Ross: Live, Candyrat
- 2006: Don Ross/Andy McKee/Michael Manring: Live in Toronto, Candyrat